# Wowkiwci (rejon teofipolski)
Wowkiwci (ukr. Вовківці) – wieś na Ukrainie, w obwodzie chmielnickim, w rejonie teofipolskim, u ujścia rzeki Ulany do Połkwy. W 2001 roku liczyła 135 mieszkańców.